# Ковк (Ајдовшчина)
Ковк (словен. Kovk, итал. Ciochi) је насељено место у општини Ајдовшчина, покрајини Приморска која припада Горишкој регији Републике Словеније.

## Географија
Ковк је раштркано насеље на ивици крашке висоравни северно од Ајдовшчина, на надморској висини од 824,3 метра, 8,85 км². Заједно са насељима Предмеја, Отлица и Гозд део је области са називом Гора. Највиши врх у Ковку је Сињи врх са 1.002 метра.

## Историја
До територијалне реорганизације у Словенији налазило се у саставу старе општине Ајдовшчина.

## Становништво
На попису становништва 2011. године, Ковк је имао 134 становника.
| Број становника по пописима | Број становника по пописима | Број становника по пописима |
| --------------------------- | --------------------------- | --------------------------- |
| 1991                        | 2002                        | 2011                        |
| 136                         | 135                         | 134                         |

## Културна баштина
У насељу Ковк (Ајдовшчина) регистровано су 16 непокретних културних добара Републике Словеније. То су већином специфичне делови кућа, фарме и капелица из 1931. године.